# Гельбах (село)
Гельбах— село в Кизилюртовском районе Дагестана, Россия.
Образует сельское поселение село Гельбах как единственный населённый пункт в его составе.

## Название
Е.И. Козубский пишет, «по преданию, одно из древнейших поселений
аварцев… Аварское название Гельбак одни производят от от гел – мера
емкости, около гарнца, бак – взимание (от глагола бакизе – взять), ибо прежде здесь взималась за переправу через р. Сулак пошлина – гел хлеба»
Начальный период  деятельности Шамхала Султан-Мута Тарковского связан с закреплением на новых территориях. Первоначальным местом его пребывания стал аул Гельбакъ, получивший символичное название на Кумыкском языке после прихода СултанМута - «взор пришедшего». Жители села начали оказывать покровительство смелому молодому бию

## Географическое положение
Расположено на берегу реки Сулак (Чирюртовское водохранилище), в 4 км южнее города Кизилюрт. В селе начинается горная дорога Бузнаса нух.

## Население
| 1869  | 1888  | 1895  | 1926  | 1939  | 1970  | 1989  |
| ----- | ----- | ----- | ----- | ----- | ----- | ----- |
| 668   | ↗871  | ↘820  | ↘593  | ↘572  | ↗835  | ↗905  |
| 2002  | 2010  | 2012  | 2013  | 2014  | 2015  | 2016  |
| ↘746  | ↗1473 | ↗1506 | ↗1521 | ↘1519 | ↗1536 | ↘1533 |
| 2017  | 2018  | 2019  | 2020  | 2021  | 2023  | 2024  |
| ↗1540 | ↗1542 | ↗1559 | ↗1569 | ↘1398 | ↗1405 | ↗1406 |
| 2025  |       |       |       |       |       |       |
| ↗1425 |       |       |       |       |       |       |

## История
В октябре 1831 года по указанию генерал-лейтенанта А. А. Вельяминова было сожжено селение Старый Чир-юрт, а нынешнее поселение возникло недалеко от старого. Название Чир-юрт — с кумыкского языка «чир» (стена), а «юрт» (поселение/село), то есть «село, в котором находилось войско». В нем расселялись отставные русские солдаты и офицеры из ниже расположенной слободы Чирюрт (позже Нижние Драгуны, Новоалександровка). Село по аналогии с ним получает название Верхние Драгуны. В 1924 году оно получает новое название Верхний Чирюрт. В начале 90-годов XX века селу дают название Гельбах.
В 2004 году в районе села построена — Гельбахская ГЭС.

## Известные уроженцы
- Иманголов, Салих Магомедович — Народный артист Дагестана.